# Bonanza-Effekt
Unter dem Bonanza-Effekt versteht man ein Aufschaukeln des Motorblocks bei bestimmten Baureihen von Diesel-PKWs der Marke Mercedes-Benz mit Schaltgetriebe.
Der Bonanza-Effekt ist kein technischer Defekt, sondern ein konstruktionsbedingtes Phänomen. Die längs eingebaute Motor-Getriebe-Einheit verdreht sich dabei in der weichen Motoraufhängung und in den weichen Gelenkscheiben der Kardanwelle, wodurch periodische Beschleunigungswechsel erzeugt werden. Diese weiche Aufhängung war und ist notwendig, um die im Vergleich zum Ottomotor starken Vibrationen der Dieselmotoren von der Fahrgastzelle fernzuhalten. Dass hauptsächlich Mercedes-Benz für diesen Effekt bekannt ist, liegt daran, dass der Hersteller bis in die 1980er Jahre von wenigen Ausnahmen abgesehen der einzige Anbieter von Volumenfahrzeugen mit Hinterradantrieb und Dieselmotor war. Das Aufschaukeln tritt hauptsächlich nach Gangwechseln und bei Lastwechseln auf, besonders im Volllastbetrieb. Es wird von den Insassen als unangenehm empfunden, lässt sich aber durch geübte Fahrweise, insbesondere im Umgang mit dem Gas- und dem Kupplungspedal, vermeiden.
Bei Automatikgetrieben existiert das Problem nicht, weil es bei ihnen durch den Drehmomentwandler keine starre mechanische Verbindung zwischen Motor und Kardanwelle gibt. 
Ab 1987 wurde bei den 5- und 6-Zylinder-Saugdieselmotoren von Mercedes-Benz damit begonnen, das Problem durch eine elektronische Antiruckelaufschaltung (kurz ARA) zu bekämpfen. Hier überwacht ein Steuergerät mittels eines Sensors am Anlasserzahnkranz des Schwungrades die Gleichförmigkeit der Drehbewegung der Kurbelwelle. Sobald Schwingungen entstehen, wird die Einspritzmenge der mechanischen Einspritzpumpe durch einen Elektromagneten kurzzeitig reduziert. Seit den 1990er Jahren ist das Phänomen dank der elektronischen Motorsteuerungen bzw. -regelungen verschwunden.

## Namensgebung
Die Namensgebung geht tatsächlich auf die gleichnamige Westernserie Bonanza aus den 1970er Jahren zurück. Grund dafür ist das charakteristische Ruckeln („Galoppgefühl“) im Lastwechselbereich beim Beschleunigen. 
Im Englischen spricht man nicht vom Bonanza-, sondern dem Jig-Saw-Effect (Stichsägeneffekt).

## Abhilfe
Unter Selbstreparateuren gibt es, besonders im Internet, Diskussionen um Abhilfe. Zwar ist eine Verbesserung durch den Austausch von Verschleißteilen (s. u.) möglich, aber ein komplettes Verschwinden des Ruckeleffekts ist, wie Erfahrungen gezeigt haben, ohne die Nachrüstung von zusätzlichen Bauteilen, so gut wie ausgeschlossen. Allerdings wird auch von Fahrzeugen der betroffenen Baureihen berichtet, die ab Werk überhaupt nicht vom Bonanza-Effekt betroffen seien.
Eine Abmilderung des Bonanza-Effekts ist möglich durch folgende Maßnahmen:
- Austausch der Motorlager oder -dämpfer
- Austausch der Gelenkscheiben der Kardanwelle (Hardyscheiben)
- Austausch oder Überholung der Einspritzdüsen
- Einstellung des Förderbeginns
- Austausch des Gaszugdämpfers

Außerdem wurde durch die englische Youtube-Größe DieselpumpUK im Jahr 2017 das "Billet Anti-Jerk Kit" veröffentlicht, welches das Schiebergehäuse teilweise mit Öl füllt und auf diese Weise das Zittern des Gasschiebers verhindert.